# 2010年国际足联世界杯开幕式
2010年国际足联世界杯开幕式于当地时间6月11日下午在约翰内斯堡足球城體育場举行。开幕式于当地时间下午2点开始，持续了40分钟。 仪式共有1500名表演者参加，其中包括坦迪斯瓦·马兹瓦伊、蒂莫西·莫利、休·马塞凯拉、哈立德、费米·库蒂、奥西比萨、R·凯利、TKZee、嘻哈潘苏拉和索韦托福音合唱团。

## 著名参会者
南非前总统纳尔逊·曼德拉身体虚弱，年纪91岁，原计划出席开幕式，但在其曾孙女去世后，他退出了开幕式。他的曾孙女在当天早些时候的一次车祸中丧生。一条预先录制的信息出现在体育场的屏幕上。
来自4个组织和24个国家的政要出席了这次活动，其中包括20位国家元首和18位知名人士。除了国际足联主席布拉特和当时的南非总统祖玛之外，其他代表还包括南非宗教领袖德斯蒙德·图图、联合国秘书长潘基文、墨西哥总统费利佩·卡尔德龙、摩纳哥王子阿尔贝二世。

### 嘉宾
官方嘉宾包括:
- 联合国秘书长 潘基文
- 非洲联盟委员会主席 让·平
- 国际足联主席 塞普·布拉特
- 国际奥委会副主席 托马斯·巴赫
- 南非总统 雅各布·祖马
- 墨西哥总统 费利佩·卡尔德龙
- 美国副总统 乔·拜登
- 玻利维亚总统 埃沃·莫拉莱斯
- 巴拉圭副总统 费德里科·弗朗哥
- 安哥拉总统 若泽·爱德华多·多斯桑托斯
- 匈牙利总理 欧尔班·维克托
- 摩纳哥君主王子 阿尔贝二世
- 科特迪瓦总统 洛朗·巴博
- 莫桑比克总统 阿曼多·格布扎
- 阿拉伯撒哈拉民主共和国总统 穆罕默德·阿卜杜勒-阿齐兹
- 苏丹副总统 巴克里·哈桑·萨利赫
- 刚果民主共和国总统 约瑟夫·卡比拉
- 刚果共和国总统 德尼·萨苏-恩格索
- 黎巴嫩总理 萨阿德·哈里里
- 莱索托国王 莱齐耶三世
- 加蓬总统 阿里·邦戈·翁丁巴
- 津巴布韦总统 罗伯特·穆加贝
- 加纳总统 约翰·阿塔·米尔斯
- 肯尼亚总统 姆瓦伊·齐贝吉
- 阿尔及利亚总统 阿卜杜勒-阿齐兹·布特弗利卡
- 尼日利亚总统 古德勒克·乔纳森
- 喀麦隆总统 保罗·比亚
- 埃塞俄比亚总理 梅莱斯·泽纳维

作为知名人士出席会议的有：
- 前联合国秘书长 科菲·安南
- 前非洲联盟委员会主席 阿尔法·奥马尔·科纳雷
- 赞比亚前总统 肯尼思·卡翁达
- 津巴布韦总理 摩根·茨万吉拉伊
- 肯尼亚总理 拉伊拉·奥廷加
- 南非宗教领袖 德斯蒙德·图图

## 开幕庆典音乐会

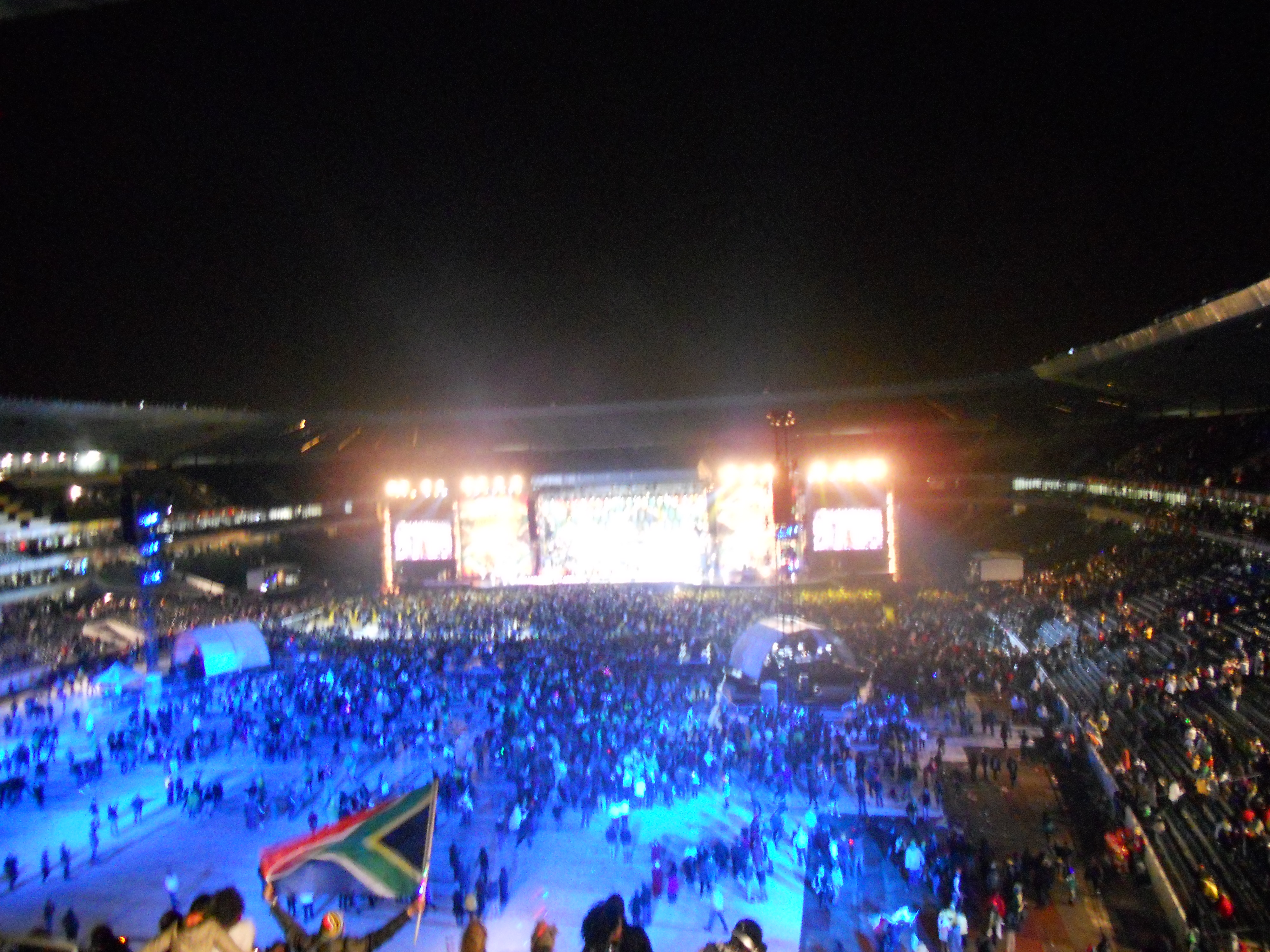
在奥兰多体育场举行的开幕庆典音乐会。

仪式前一天，首届国际足联世界杯开幕式庆祝音乐会于6月10日在索韦托的奥兰多体育场举行。在南非标准时间20:00国际电视转播部分开始之前，包括Goldfish、340ml和Tumi Molekane在内的热身表演。三个小时的主要活动包括艾莉西亚·凯斯、阿马杜和大麻、安吉丽·基乔、黑眼豆豆、BLK JKS、戴夫·马修斯乐队、清新土地、休·马塞凯拉、璜斯、克南、Lira、夏奇拉、The Palotones、The Palotnes、塔里溫、Vieux Farka、Vieux-Tour和Vusi Mahlasela的表演。